# Bouvier Verlag
Der Bouvier Verlag war ein deutscher Verlag aus Bonn. Bis 2004 war dem Unternehmen eine Universitätsbuchhandlung angegliedert.

## Geschichte
Der Verlag von Henry und Cohen wurde 1828 durch Aimé Henry und Maximilian Cohen in Bonn als Lithographische Anstalt gegründet. 1835 erhielt Cohen die Buchhändlerkonzession und gliederte eine Buchhandlung an. 1861 trennte Henry sich von seinem Kompagnon, während Cohen das Geschäft mit seinem Sohn unter dem Namen „Verlag von Max Cohen & Sohn“ (seit 1891 Verlag von Friedrich Cohen) weiterführte. 1903 trat sein Sohn Fritz in das Geschäft ein, der noch im selben Jahr Hedwig Bouvier heiratete, die nach dem Tod ihres Ehemanns 1927 Verlag und Buchhandlung übernahm. Aufgrund des jüdischen Vorbesitzers Cohen war das Geschäft seit 1933 dem anhaltenden Judenboykott der Nationalsozialisten ausgesetzt und Hedwig Bouvier war gezwungen, einige Anteile zu verkaufen. Um weiteren Zwangsmaßnahmen zu entgehen, firmierte die Firma seit 1937 unter dem „arischen“ Namen „Buchhandlung H. Bouvier u. Co.“. 1938 setzte Hedwig Bouvier den Verleger Herbert Grundmann als Geschäftsführer ein. 1941 wurde Grundmann geschäftsführender Gesellschafter und 1953 alleiniger Inhaber. Nun hieß der Verlag Bouvier Verlag Herbert Grundmann. 1982 wurde die Edition Röhrscheid und 1990 der Verlag Reimar Hobbing in die Verlagsstrukturen integriert. 2003 trennte sich der Verlag von der Buchhandlung und die Buchhandlung meldete Insolvenz an. 2004 übernahm Thalia alle fünf Bonner Bouvier-Filialen sowie die Zweigstellen in Köln, Siegburg und Hamm. Geschäftsführer war ab 1981 Thomas Grundmann (1947–2022). Der Verlag wurde im Juli 2022 liquidiert.
Der Verlag war Mitglied im Börsenverein des Deutschen Buchhandels.

## Ehemalige Buchhandlung

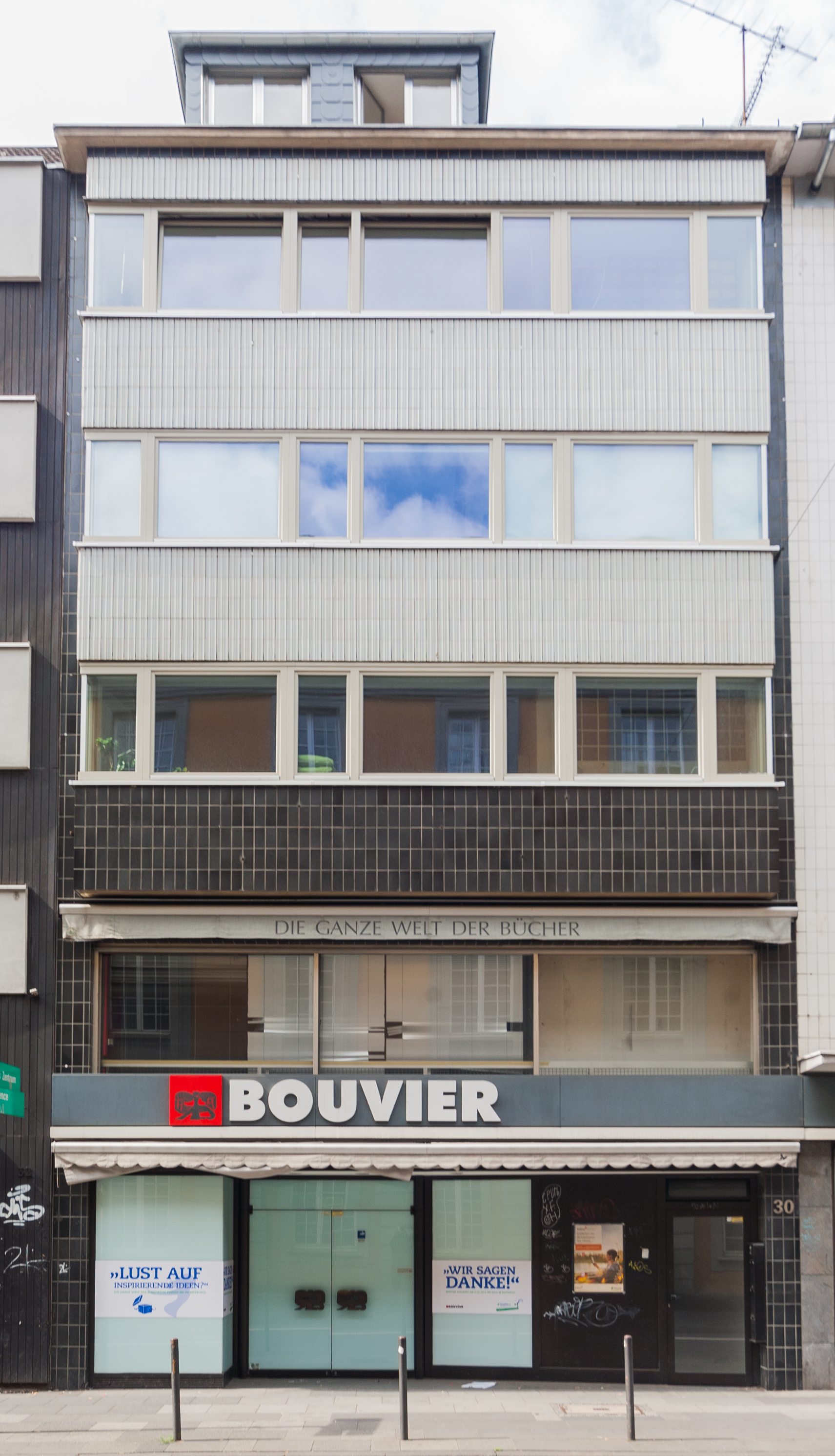
Nebengebäude der ehem. Buchhandlung (2013)

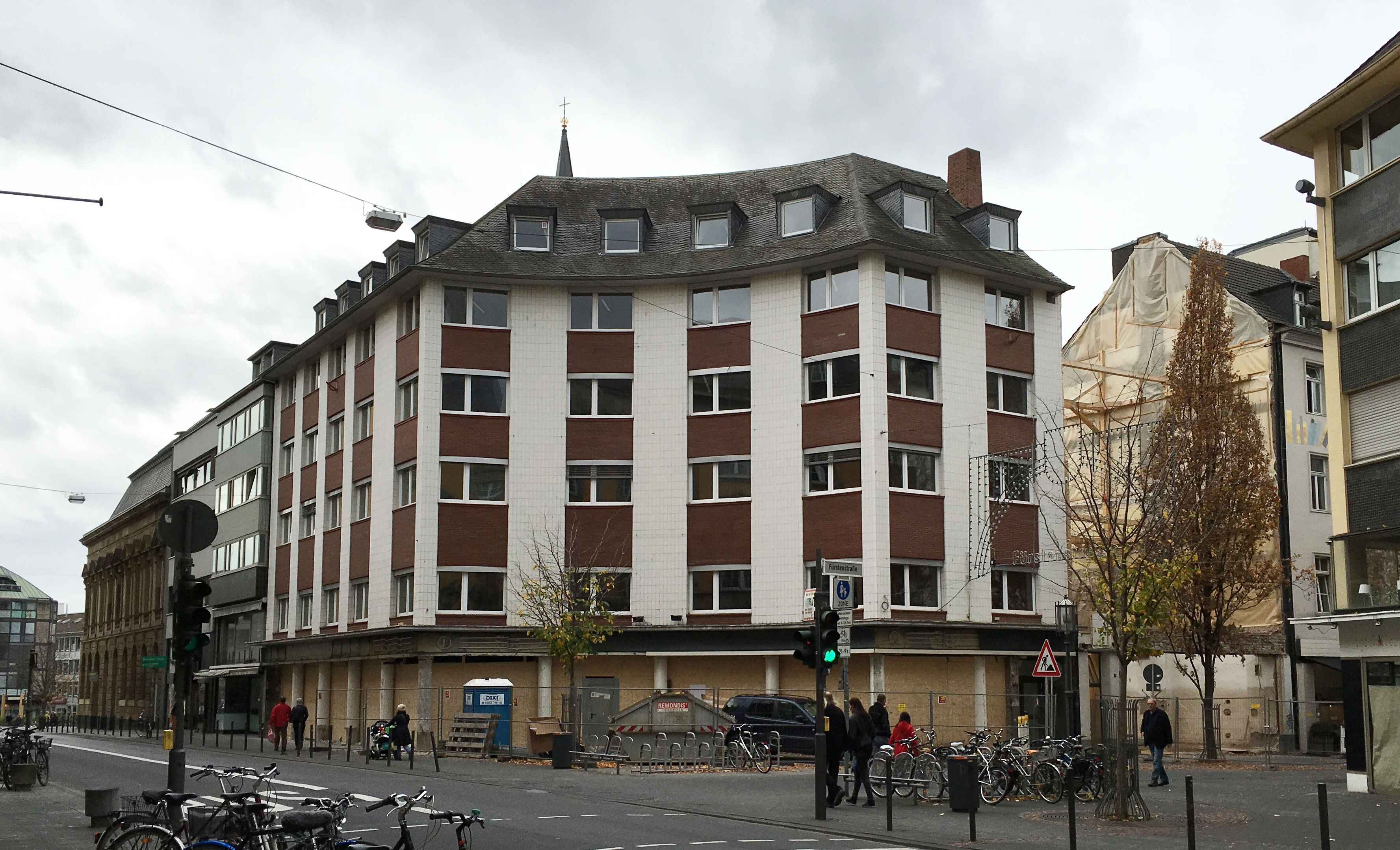
Ehem. Buchhandlung (2015)

2004 wurde die angegliederte Universitätsbuchhandlung in Bonn der Thalia Holding verkauft. 2013 wurde das Geschäft geschlossen.

## Signet
Das Signet des Verlages wurde von HAP Grieshaber entworfen.

## Programm
Beim Verlag erschienen Autoren wie
- Ernst Robert Curtius
- Hermann Glockner
- Jürgen Habermas
- Martin Heidegger
- Gottfried Kinkel
- Ludwig Klages
- Michael Landmann
- Helmuth Plessner
- Erich Rothacker
- Max Scheler
- Hermann Schmitz
- Karl Simrock

Von 1989 bis 1994 verlegte der Bouvier Verlag das Jahrbuch Extremismus & Demokratie und von 1992 bis 1999 die Schriftenreihe Extremismus & Demokratie (Hrsg. von Eckhard Jesse und Uwe Backes).